# Polisportiva Ferrini Cagliari
La Ferrini Cagliari è una società polisportiva italiana.
Nata a Cagliari nel 1948 come costola dell'associazione di gioventù cattolica di San Giacomo, assunse il nome attuale nel 1954 dopo il distacco dall'associazione in omaggio al docente universitario Contardo Ferrini.

## Sport societari
La società consta di diverse sezioni, di cui le più importanti sono quella di hockey su prato sia maschile sia femminile e quella di calcio maschile. Presenti anche le sezioni di nuoto e fitness.

### Hockey su prato

#### Maschile
La sezione maschile di hockey su prato della Ferrini milita in serie A Élite, la massima serie italiana.

##### Albo d'oro
- Coppa Italia: 1

2021/2022
- Campionato italiano under 16: 1 (1988/89)
- Campionato italiano under 18: 1 (1969)

#### Femminile
La sezione femminile della Ferrini Hockey milita anch'essa nella stagione 2014-2015 nella Serie A1 del campionato femminile italiano. Proprio nel 2015 ha raggiunto la finale scudetto dove è stata sconfitta dalle rivali cittadine dell'Amsicora.

### Calcio
La sezione calcio della Polisportiva Ferrini milita nella stagione 2022-2023 nel campionato di Eccellenza regionale.
Nella vicina Quartu Sant'Elena vi è un'altra società calcistica denominata Ferrini Quartu, milita però in una categoria inferiore e i colori sociali sono bianco e verde.

### Fitness
La sezione fitness della polisportiva si occupa tra le variè attività anche dell'organizzazione di tornei di calcetto tra cui il più importante è il “Maracanà”.